# Hockey Hall of Fame

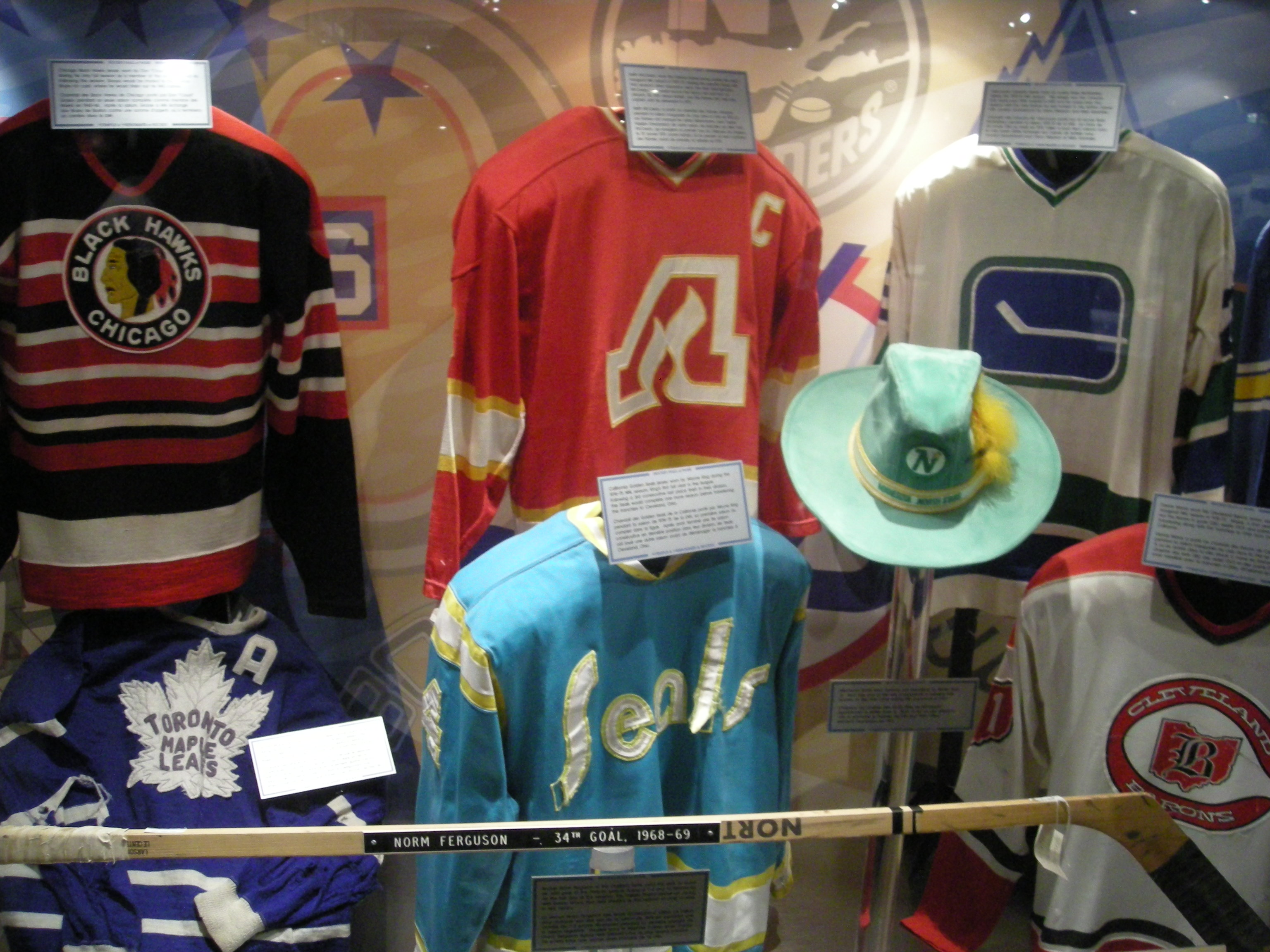
Monter i Hockey Hall of Fame.

Hockey Hall of Fame, HHOF,  är ett museum uppbyggt kring berömda personer vilka varit betydelsefulla för ishockeyns utveckling i allmänhet och nordamerikansk ishockey i synnerhet. 
Hockey Hall of Fame finns i Toronto i Ontario.  HHOF etablerades 1943  men saknade egen byggnad fram till 1961 då en Hall of Fame öppnades vid Canadian National Exhibition (CNE). År 1993 invigdes en ny byggnad i hörnet Yonge Street och Front Street i Toronto.
Den svenske spelaren Börje Salming valdes in i HHOF 1996. Exempel på medlemmar är Wayne Gretzky, Mario Lemieux, Patrick Roy, Jari Kurri och många andra.

## Svenskar invalda i Hockey Hall of Fame
| Namn              | År   | Lagrepresentation                                                              |
| ----------------- | ---- | ------------------------------------------------------------------------------ |
| Börje Salming     | 1996 | Toronto Maple Leafs, Detroit Redwings                                          |
| Mats Sundin       | 2012 | Quebec Nordiques, Toronto Maple Leafs, Vancouver Canucks                       |
| Peter Forsberg    | 2014 | Quebec Nordiques, Colorado Avalanche, Philadelphia Flyers, Nashville Predators |
| Nicklas Lidström  | 2015 | Detroit Redwings                                                               |
| Daniel Sedin      | 2022 | Vancouver Canucks                                                              |
| Henrik Sedin      | 2022 | Vancouver Canucks                                                              |
| Daniel Alfredsson | 2022 | Ottawa Senators, Detroit Red Wings                                             |
| Henrik Lundqvist  | 2023 | New York Rangers                                                               |